# ハンナ・ジャフ
グアディアロ侯爵夫人ハンナ  (本名ハンナ・ジャズミン・ジャフ・ボスデット、1986年11月4日)は、テレビパーソナリティ、政治家、慈善家、講演者、作家、製作総指揮者、活動家である。 彼女はイギリスの貴族に加わった最初のメキシコ人であると認められている。 彼女は第6代グアディアロ侯爵で第12代トレノ伯爵の長男であるフランシスコ・デ・ボルハ・ケイポ卿と結婚している。

## 初期の人生と教育
ハンナはティフアナ出身だが、生まれはサンディエゴ。 彼女はジャフ族の一員で、父方はモハメド・パシャ・ジャフの子孫、母方はカルロス・ヘンリー・ボスデットの子孫である。 母親はメキシコ生まれ。
サンディエゴの高校を卒業後、国立大学で心理学の学士号、刑事司法と政治学の副専攻を取得。 その後、マサチューセッツ州ケンブリッジのハーバード大学で国際関係学の修士号を取得。さらに、パリのソルボンヌ大学、ロンドンのキングス・カレッジ、ニューヨークのコロンビア大学で、学位取得中と取得後に断続的に長期プログラムを受講した。

## 慈善活動と活動
ジャフはメキシコで開催された3回のTEDxトークイベントで講演者を務めたほか、ミルケン研究所や国連でもディスカッションに参加しています。
2013年、移民や難民に英語を教える非営利団体「ジャフ教育基金」を設立。同団体はチャリティーイベントの開催に取り組んでいる。移民や難民を支援するために無差別キャンペーンを展開している。2016年現在、メキシコの主要州すべてに拠点を持ち、7000人以上のボランティアが活動し、12万人以上の人々に恩恵をもたらしている。 そのために、ジャフは独学で英語を学ぶための書籍を4冊自費出版し、財団が学生に寄付する奨学金を設立しました。
2013年には、メキシコ初のクルド人フェスティバルを開催し、クルド国外では最大規模のフェスティバルとなった。
2017年、ジャフは中東の戦争犠牲者を支援するため、「We Are One Campaign」というブランド名で衣料品ラインを立ち上げた。
2021年、ジャフはユネスコMGEIPグローバルキャンペーンのカインドネス・アンバサダーに任命された。
2022年、アニメーション映画の製作総指揮を務める： 「アギラとジャガー： Los Guerreros Legendarios）」の製作総指揮を務める。

## 政治史
2013年から2018年にかけて、ジャフはメキシコの制度的革命党において、移民担当次官、市民社会との関係担当次官など、全国規模の複数の政治的役職を務めました。：
- 2017年～2018年；制度的革命党全国執行委員会市民社会との関係次官。[38]
- 2015年；エコロジスト緑の党メキシコ連邦下院議員候補。[39]
- 2014年 - 2015年; 制度的革命党のExpresión Juvenil Revolucionaria全国事務局長。[40][41]
- 2013年 - 2015年；制度的革命党全国執行委員会移民次官。[42]
- 2013年 - 2014年；革命的少年党の社会管理担当書記長。[43]
- 2013年；メキシコ・モレロス州観光大使。[44][45]

## 受賞歴
ジャフは「ガルミヤン・クルディスタン中南米名誉代表」などの賞を受賞している。その他の受賞歴は以下の通り：
- フォーブス誌による「2022年メキシコで最もパワフルな女性100人」。
- サンディエゴ第78議会区による「Woman of Distinction 2020」。
- フォーブス誌「2019年メキシコで最もパワフルな女性100人」。
- インフォバハ紙「バハ・カリフォルニアで最もパワフルな女性10人」。
- アントレプレナー誌による「30歳以下の30人」で最も成功したメキシコ人。
- スイスのザンクトガレン・シンポジウムによる「200 Leaders of Tomorrow under 30」。

## テレビ
2018年8月、ネットフリックスは、ジャフが2018年9月28日に放送開始されたテレビ番組「メイド・イン・メキシコ」のキャストの一人になると発表した。

## 私生活
ジャフは6回プロポーズされ、3回婚約し、2回結婚し、1回離婚している。
ジャフは2020年2月にハリー・ローパー＝カーズンと結婚しましたが、彼による経済的および家庭内虐待が原因で、2年後に離婚しました。
2022年9月、彼女はスペインの貴族、スペイン大公、グアディアロ侯爵、グラナダ王立騎兵マエストランサ騎士、トレノ伯爵およびその他のマイナー称号の相続人である最も優秀なフランシスコ・デ・ボルハ・ケイポ・デ・リャノ卿と結婚した。